# Sepsina tetradactyla
Sepsina tetradactyla — вид сцинкоподібних ящірок родини сцинкових (Scincidae). Мешкає в Демократичної Республіки Конго і Анголі.

## Підвиди
Виділяють два підвиди:
- Sepsina tetradactyla tetradactyla Peters, 1874;
- Sepsina tetradactyla hemptinnei Witte, 1933.

## Поширення і екологія
Sepsina tetradactyla мешкають на південному сході Демократичної Республіки Конго, в Замбії, Малаві і Танзанії, за деякими свідченнями також в Мозамбіку. Вони живуть в прибережних лісах і рідколіссях міомбо, на висоті від 200 до 1500 м над рівнем моря. Ведуть денний, риючий спосіб життя.